# Карасово (Пермский край)
Карасово — упразднённая деревня в Юсьвинском муниципальном округе Пермского края России.

## Географическое положение
Деревня расположена в западной части Юсьвинского муниципального округа на расстоянии примерно менее 4 километров на восток по прямой от села Антипино.

## История
Деревня известна с 1782 года, основана выходцами из деревни Сордва. С 20-х по 50-е годы была центром сельсовета. С 60-х годов население начало сокращаться. Последний житель выехал из деревни в 2006 году. С 2004 до 2020 года входила в состав Архангельского сельского поселения Юсьвинского муниципального района.
Официально упразднена в июне 2022 года.

## Климат
Климат умеренно-континентальный. Средняя температура июля +17,7°С, января −15,8°С. Среднегодовое количество осадков составляет 664 мм, причем максимальное суточное количество достигает 68 мм, наибольшая высота снежного покрова 66-93 см. Средняя температура зимой (январь)- 15,8°С (абсолютный минимум — 53°С), летом (июль)+ 17,7 °С (абсолютный максимум + 38°С). Заморозки в воздухе заканчиваются в III декаде мая, но в отдельные годы заморозки отмечаются в конце апреля или начале июня. Осенние заморозки наступают в первой-начале второй декаде сентября. Средняя продолжительность безморозного периода 100 дней.

## Население
Постоянное население составляло 2 человека (100 % коми-пермяки) в 2002 году, 0 человек в 2010 году.

## Известные уроженцы, жители
Карасово является родиной Героя Социалистического Труда Петра Андреевича Баяндина (1907—1993).